# Blechnum pampasicum
Blechnum pampasicum är en kambräkenväxtart som beskrevs av De la Sota, M.L.Durán. Blechnum pampasicum ingår i släktet Blechnum och familjen Blechnaceae. Inga underarter finns listade.